# Cimetière de Green-Wood
Le cimetière de Green-Wood (Green-Wood Cemetery) est un cimetière de la ville de New York situé dans l'ouest de l'arrondissement de Brooklyn. 

## Histoire

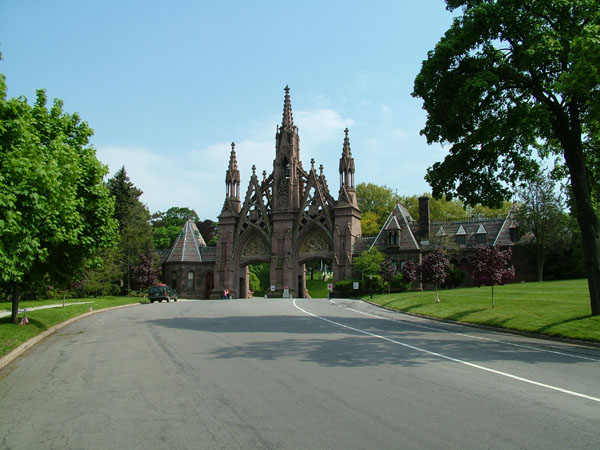
Entrée du cimetière de Green-Wood.

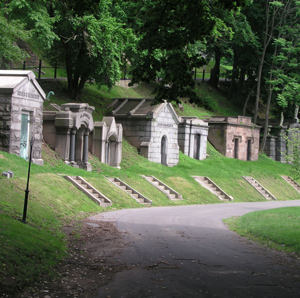
Vue sur quelques mausolées du cimetière.

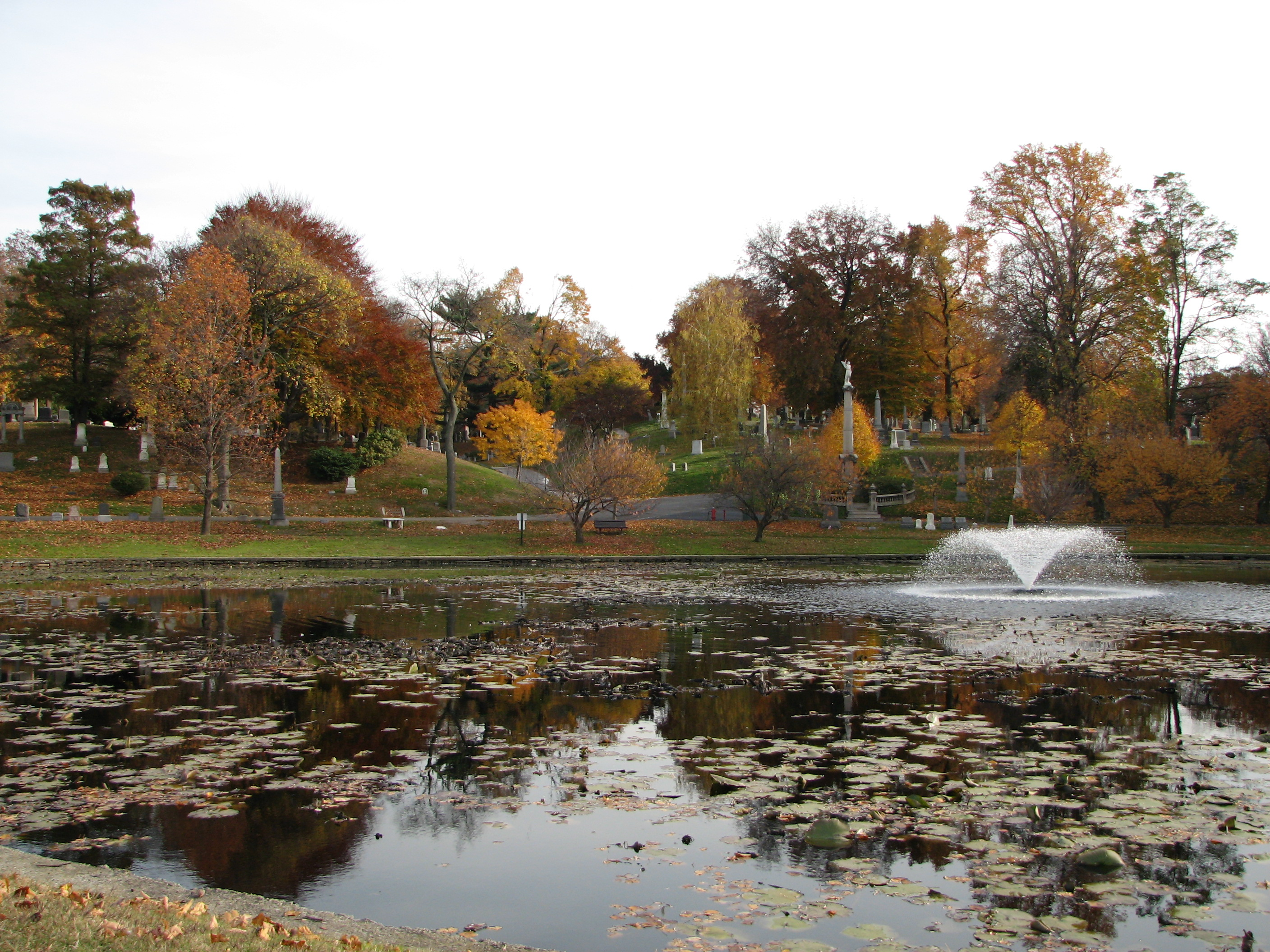
Un des lacs du cimetière.

Créé en 1838, comme cimetière jardin dans le comté de Kings, maintenant dans Brooklyn, il est situé à Greenwood Heights et longe pendant plusieurs blocs Prospect Park. Il s'ouvre avec un monumental portail gothique à deux arches, dû à Richard M. Upjohn, dont les tympans sont ornés de reliefs évoquant la mort et la résurrection. 
Inspiré du cimetière de Mount Auburn de Cambridge dans le Massachusetts où un cimetière dans un parc paysager à la mode anglaise avait été créé, Green-Wood réussit à tirer avantage de sa topographie, un terrain vallonné par les moraines glaciaires. Battle Hill (du nom de la bataille de Long Island qui s'y déroula pendant la guerre d'indépendance américaine), le plus haut point de Brooklyn avec 66 m, se trouve dans le cimetière. 
Le cimetière est une idée d'Henry Evelyn Pierrepoint, un leader social de Brooklyn. Il fut une attraction populaire dans les années 1850 et l'endroit où les plus célèbres New Yorkais se firent enterrer dans la seconde moitié du XIXe siècle. Il abrite les tombes de nombreux personnages célèbres sans compter des membres éminents de la mafia, ce qui passe pour avoir suggéré une veine d'inspiration au cinéaste Martin Scorsese, enfant de Brooklyn. 
Paul Goldberger déclara dans le New York Times « C'est l'ambition du New Yorkais de vivre sur la 5e avenue, de prendre l'air dans Central Park et de dormir avec ses pères à Green-Wood. »
L'environnement créé par les collines ondulantes, les vallons, plusieurs étangs, une belle végétation, des animaux en liberté et la présence d'une chapelle en font toujours un lieu de visite encore prisé des habitants de la ville qui s'y promènent volontiers. On trouve plusieurs monuments dans le cimetière dont une statue de DeWitt Clinton et un mémorial de la guerre de Sécession. Durant cette guerre, un Soldiers' Lot fut créé dans le cimetière pour accueillir les tombes des vétérans.
Le cimetière, où reposent environ 570 000 défunts sur 191 hectares, est encore aujourd'hui en activité. Depuis 2006, il est classé National Historic Landmark (équivalent de monument ou site national).

## Personnalités inhumées
Liste non exhaustive, par ordre alphabétique
- Albert Anastasia (1902-1957), parrain de la Mafia
- Paul Auster (1947-2024), romancier, scénariste et réalisateur américain
- Jean-Michel Basquiat (1960-1988), artiste peintre
- Leonard Bernstein (1918-1990), compositeur, chef d'orchestre et pianiste
- Antonio Bishallany, premier immigrant du Moyen-Orient aux États-Unis
- Cornelia Bradley-Martin (1845-1920), milliardaire
- Alice Cary, poète américaine
- Phoebe Cary, poète américaine
- DeWitt Clinton (1769-1828), homme politique et maire de New York
- Nestore Corradi (1804–1891), artiste
- Kenneth R. Cranford (1857-1936), peintre
- William Delbert Gann (1878-1955), figure légendaire du monde de la finance
- William S. Hart (1864-1946), acteur, réalisateur et producteur, vedette du cinéma muet américain.
- Leonard Jerome (1817-1891), entrepreneur et grand-père de Winston Churchill
- Frances Alice Kellor (1873-1952), sociologue américaine
- Caroline Kirkland (1801-1864) écrivaine, enseignante, éditrice
- Winifred Edgerton Merrill (1862-1951), mathématicienne
- Louis Moreau Gottschalk (1829-1869), compositeur et pianiste
- Lola Montez (1821-1861), danseuse et courtisane, maitresse de Louis Ier de Bavière,
- Samuel Morse (1791-1872), inventeur du télégraphe électrique et de l'alphabet qui porte son nom
- Charles Minthorn Murphy (1870-1950), coureur cycliste américain
- Eunice Newton Foote (1820-1888), scientifique et inventrice américaine
- Roy Smeck (1900-1994), multi-instrumentiste
- Henry E. Steinway (1797-1871), fondateur du fabricant de pianos Steinway & Sons
- Louis Comfort Tiffany (1848-1933), artiste du mouvement Art nouveau
- Matilda Tone (1769-1849), femme de lettres
- Juan Trippe (1899–1981), pionnier de l'aviation civile et fondateur de la Pan Am
- Camille Urso (1842-1902), violoniste française, première femme admise au Conservatoire de Paris.
- Pop Smoke (1999-2020), rappeur américain présenté comme le futur du rap us dans le genre drill.

## Monument
Un monument à la mémoire des victimes de la collision aérienne à New York en 1960 a été érigé dans le cimetière de Green-Wood. Une cérémonie a eu lieu en 2010 à l'occasion du cinquantième anniversaire de la catastrophe.

## Source
- (en) Cet article est partiellement ou en totalité issu de l’article de Wikipédia en anglais intitulé « Green-Wood Cemetery » (voir la liste des auteurs).